# Hibiscus matogrossensis
Hibiscus matogrossensis är en malvaväxtart som beskrevs av Antonio Krapovickas och Fryxell. Hibiscus matogrossensis ingår i Hibiskussläktet som ingår i familjen malvaväxter. Inga underarter finns listade i Catalogue of Life.